# Brezade
La brezade, aussi orthographiée bresade, désigne une soupe d'été dans la cuisine auvergnate. Sa recette se compose d'un quart de litre de lait froid, d'une pincée de sucre, accompagnés d'une quinzaine de croûtons de pain de seigle ou de froment. Cette boisson fraîche était préparée pour les paysans rentrant des travaux aux champs durant la saison estivale, au goûter de quatre heures. Une variante remplace le lait par du vin coupé d'eau, ou parfois de café au lait. Les croûtons de pain étaient laissés à gonfler dans la soupe pendant quelques minutes.